# 6-та армія (Російська імперія)
6-та армія (6 А, рос. 6-я армия) — загальновійськове оперативне об'єднання (першого і другого формування), з'єднань, частин збройних сил Російської імперії під час Першої світової війни.

## Склад
Польове управління (штаб 6 А) утворене в липні 1914 року при штабі Петербурзького військового округу. У завдання армії входила охорона узбережжя Балтійського і Білого морів, а також підступів до столиці.
З утворенням у грудні 1916 року Румунського фронту управління армії було перекинуто до Румунії. До складу армії увійшли з'єднання і частини колишньої Дунайської армії, перейменованої в 6-ту (другого формування). Після перекидання управління, з'єднання і частини 6-ї армії (першого формування), включені до складу Північного фронту. На кінець 1917 року штаб армії розташовувався в Болграді. Ліквідований на початку 1918 року.
На початку війни до складу армії входили:
- Польове управління (штаб 6А)
- Частини армійського підпорядкування.

На кінець 1917 року армія мала у своєму складі:
- IV армійський корпус
- VII армійський корпус
- XLVII армійський корпус
- IV Сибірський армійський корпус

У листопаді 1917 року Котовський приєднався до лівих есерів і був обраний членом солдатського комітету 6-ї армії. Потім Котовський, з відданим йому загоном, був уповноважений Румчеродом наводити нові порядки в Кишиневі і його околицях.

## Командувачі
- 19.07.1914-21.06.1915 — генерал від артилерії Фан-дер-Фліт Костянтин Петрович
- 30.06.1915-18.08.1915 — генерал від інфантерії Рузський Микола Володимирович
- 20.08.1915-20.03.1916 — генерал від інфантерії Чурін Олексій Євграфович
- 20.03.1916-12.12.1916 — генерал від інфантерії Горбатовський Володимир Миколайович
- 12.12.1916-11.1917 — генерал від кавалерії Цуріков Опанас Андрійович
- 11.1917-12.1917 — генерал-лейтенант Пержхайло Августин Антонович
- 12.1917-03.1918 — прапорщик Дегтярьов Л.С.